# Sincromismo

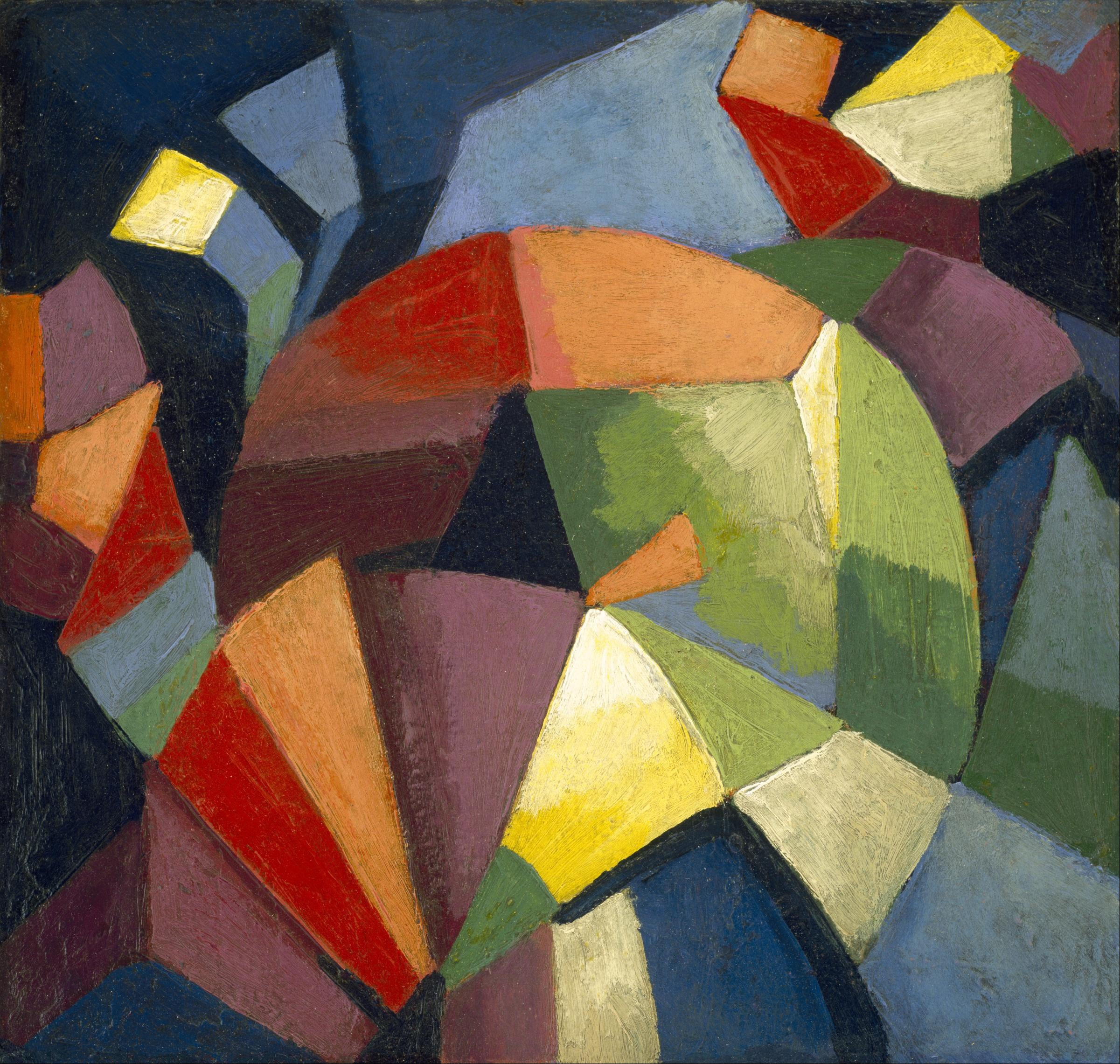
Morgan Russell - Synchromy

El sincromismo o pintura sincromista (en inglés: Synchromism) fue un movimiento artístico fundado en 1912 por los artistas estadounidenses Stanton MacDonald-Wright y Morgan Russell.
El sincromismo se basa en la idea de que el color y el sonido son fenómenos similares, y que los colores en un cuadro pueden organizarse de la misma manera armoniosa que un compositor organiza las notas en una sinfonía. Macdonald-Wright y Russell creían que pintando en escalas cromáticas, su obra evocaría sensaciones musicales.
Las «sincromías» abstractas se basan en escalas de color, usando formas cromáticas rítmicas con tonos más fuertes y más suaves. Tienen, típicamente, un vórtice central y explotan en complejas armonías de color. 
El primer cuadro sincromista, obra de Russell fue Synchromy in Green, expuesta en el Salon des Indépendants de París de 1913. Más tarde, ese mismo año, Macdonald-Wright y Russell celebraron la primera exposición sincromista en Múnich. Las exposiciones siguientes se celebraron en París y, al otro año, en Nueva York.
Estas sincromías son algunas de las primeras obras no figurativas del arte estadounidense, y se convirtieron en el primer movimiento de vanguardia estadounidense que obtuvo la atención internacional.
Las formas multicolores de las pinturas sincromistas a menudo recuerdan las que pueden encontrarse en el orfismo, pero MacDonald-Wright insistió en que el sincromismo era una forma de arte única, y que «no tiene nada que ver con el orfismo y cualquiera que haya leído el primer catálogo del sincromismo ... se daría cuenta de que nosotros nos burlábamos del orfismo». 
Otros pintores estadounidenses que experimentaron con el sincromismo fueron Thomas Hart Benton, Andrew Dasburg y Patrick Henry Bruce. 